# Intoxication (film)
Pour plus de détails, voir Fiche technique et Distribution.
Intoxication (Rausch) est un film allemand réalisé par Ernst Lubitsch, sorti en 1919.

## Synopsis
Gaston est un dramaturge à succès et il tombe amoureux d'Henriette, la femme d'un de ses amis. Pour elle, il quitte sa femme et sa petite fille. Quand cette dernière meurt pour des raisons inexpliquées, la police le soupçonne d'homicide involontaire et tous se détournent de lui. Sa relation avec Henriette se dégrade, son travail en pâtit. Bien que la cause naturelle de la mort de l'enfant soit découverte en fin de compte, cela restera une ombre sur son existence.

## Fiche technique
- Titre original : Rausch
- Titre français : Intoxication
- Réalisation : Ernst Lubitsch
- Scénario : Hanns Kräly, d'après la pièce Crimes et Délits (Brott och Brott) d'August Strindberg
- Décors : Rochus Gliese, Paul Leni
- Photographie : Karl Freund
- Société de production : Argus-Film GmbH
- Pays d'origine :  République de Weimar
- Langue originale : allemand
- Format : Noir et blanc  — 35 mm — 1,33:1 — Film muet
- Genre : drame
- Durée : 1796 m
- Dates de sortie : République de Weimar : 1er août 1919

## Distribution
- Asta Nielsen : Henriette
- Alfred Abel : Gaston
- Carl Meinhard : Adolph
- Grete Diercks : Jeanne
- Marga Köhler : la mère d'Henriette
- Frida Richard : la gouvernante
- Sophie Pagay : Katharina
- Rudolf Klein-Rohden : le coroner
- Heinz Stieda : Abbé